# Roggalspitze
Die Roggalspitze ist ein 2673 m ü. A. hoher Berg im Lechquellengebirge, Vorarlberg. Sie wird zu den schönsten Kletterbergen im Lechquellengebirge gezählt. Der Name des Berges leitet sich vom rätoromanischen Wort rocca ab, das „Fels“ bedeutet. Der höchste Punkt befindet sich etwa 15 m südlich des großen, aus glänzendem Aluminium bestehendem Gipfelkreuzes.

## Lage und Umgebung
Die Roggalspitze ist ein schroffer, zerklüfteter Felsgipfel aus steil aufgerichteten Platten aus hellem Oberrätkalk, der sich oberhalb der Almböden der Brazer Stafel im Osten des Lechquellengebirges erhebt. Nach Südosten hin verläuft ein felsiger Grat zur 2753 m hohen Unteren Wildgrubenspitze.

## Anstiege
Von der Ravensburger Hütte ist der Gipfel auf dem Normalweg durch das Schrofengelände der Südostseite in 3 Stunden erreichbar. Der teilweise mit Drahtseilen gesicherte Weg weist immer wieder Kletterstellen im Schwierigkeitsgrad II- (UIAA)) auf. Bekannt ist die Roggalspitze jedoch für ihre Kletterrouten, insbesondere für den Anstieg über die Nordkante (IV+). Weitere bekannte Routen sind Südwestgrat (IV), Westwand (IV), Südostgrat (III), Ostwand (V/VI) und Nordostpfeiler (VI). Darüber hinaus gibt es kürzere Routen und Varianten bis zum Schwierigkeitsgrad VIII-.

## Aussicht

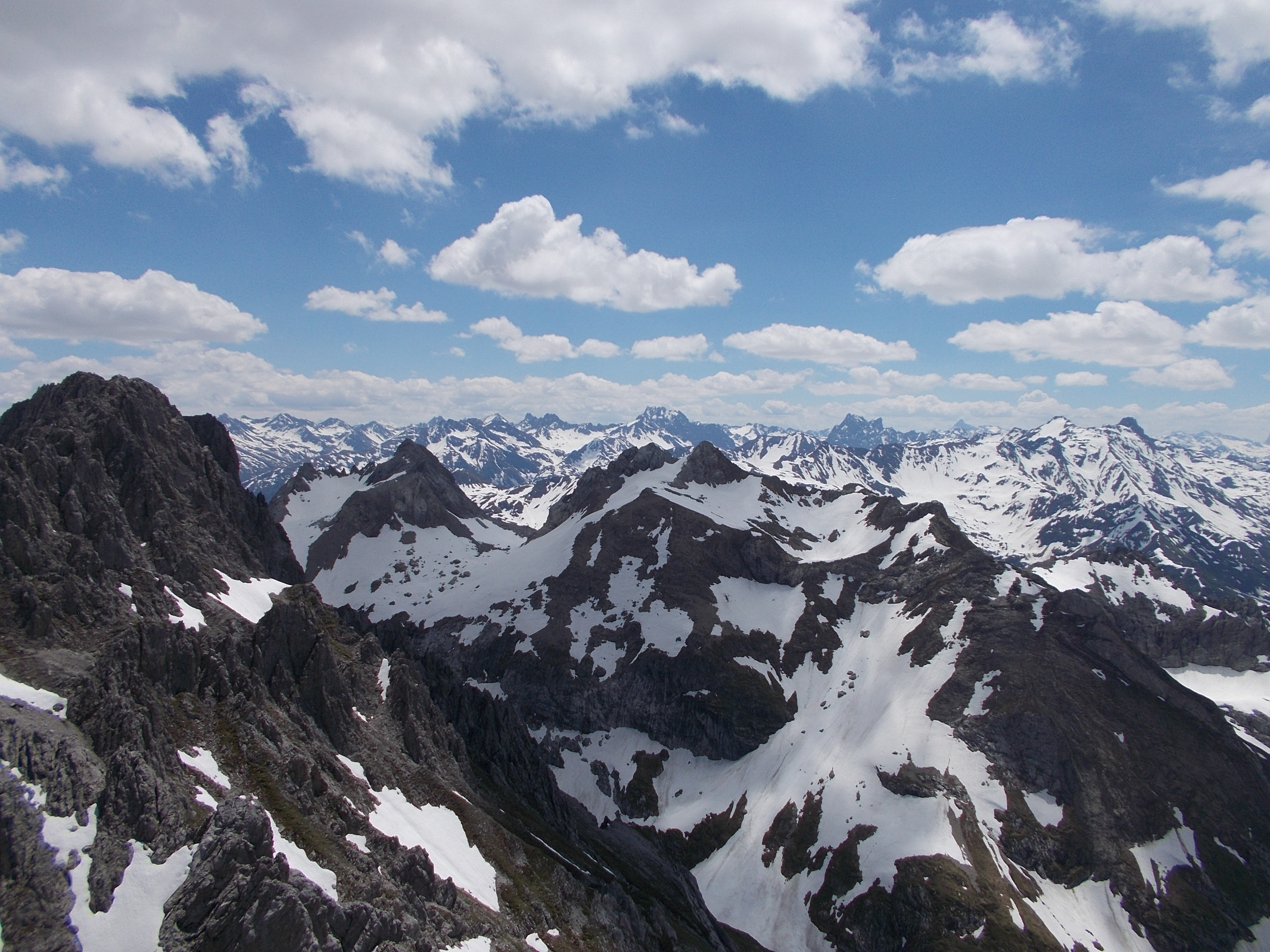
Blick von der Roggalspitze auf die Ötztaler Alpen (links hinten) und das Verwall. Im Vordergrund Grubenjochspitze und Wasenspitze.

Die Roggalspitze bietet eine umfassende Aussicht, die nur durch wenige höhere Gipfel in ihrem Umkreis eingeschränkt wird: Im Norden schaut man über das Lechquellengebirge hinweg zum Bregenzerwald und zu den Allgäuer Alpen mit dem markanten Widderstein, mit Durchblicken ins baden-württembergische und bayerische Alpenvorland. Es schließt sich der Hauptkamm der Allgäuer Alpen an, davor sind einige Gipfel der Lechtaler Alpen. Rechts davon erscheint am Horizont das wuchtige Massiv der Zugspitze, rechts davor stehen die höchsten Gipfel der Lechtaler Alpen mit der Parseierspitze. Die nahe, höhere Untere Wildgrubenspitze blockiert die Fernsicht nach Osten. Rechts von ihr tauchen in der Ferne einige hohe Gipfel der Ötztaler Alpen (Watzespitze, Langtauferer Spitze, Weißkugel) auf, davor blickt man auf das Verwall. Der Ortler spitzt links hinter dem schroffen Patteriol hervor. Im Süden erkennt man nahezu alle hohen Gipfel der Silvretta, davor wiederum das Verwall. Rechts der Silvretta sind in der Ferne hohe Berge wie der Piz Kesch, Piz Julier und Piz Platta zu sehen. Nach Südwesten streift der Blick über den Hauptkamm des östlichen und zentralen Rätikon bis zum Brandner Gletscher, mit Durchblicken zu Gipfeln (z. B. Pizzo Tambo) an der schweizerisch-italienischen Grenze, den Adula-Alpen mit dem Rheinwaldhorn sowie den Glarner Alpen mit Ringelspitz und Tödi. In der Tiefe sind der nahe Spullersee und die Ravensburger Hütte. Rechts des Rätikons kann man über den nahen Bergen des Lechquellengebirges in der Ferne den Glärnisch, den Uri Rotstock, sowie weiter davor die Churfirsten und den Alpstein sehen. Der nahe Spullerschafberg und der Mehlsack versperren die Fernsicht nach Nordwesten. Rechts hinter ihnen tauchen dann weitere Lechquellengebirgsgipfel, die Durchblicke zur Schwäbischen Alb gestatten, auf. Rechts des Massivs der Braunarlspitze sieht man dann wieder einige Berge des Bregenzerwaldes im Norden.